# Celles-lès-Condé
Celles-lès-Condé es una comuna francesa, situada en el departamento de Aisne, de la región de Alta Francia.

## Demografía
| 106 | 86 | 93 | 90 | 78 | 77 | 76 | 82 |
| Para los censos de 1962 a 1999 la población legal corresponde a la población sin duplicidades (Fuente: INSEE [Consultar]) |    |    |    |    |    |    |    |